# Liste der Naturdenkmale in Dernbach (Landkreis Neuwied)
Die Liste der Naturdenkmale in Dernbach nennt die im Gemeindegebiet von Dernbach ausgewiesenen Naturdenkmale (Stand 9. Oktober 2013).

## Naturdenkmale
| Nr.         | Bezeichnung    | Lage                                                   | Beschreibung    | Bild                                    |
| ----------- | -------------- | ------------------------------------------------------ | --------------- | --------------------------------------- |
| ND-7138-423 | Kaisereiche    | nördlich des Ortes; Flur Auf dem Langen Morgen Lage    | Quercus sp.     | Fotos hochladen                         |
| ND-7138-432 | Zwillingsbuche | östlich des Ortes; Abteilung Unter dem Schulzhahn Lage | Fagus sylvatica | Direkt Bild zu diesem Denkmal hochladen |